# George Dawe

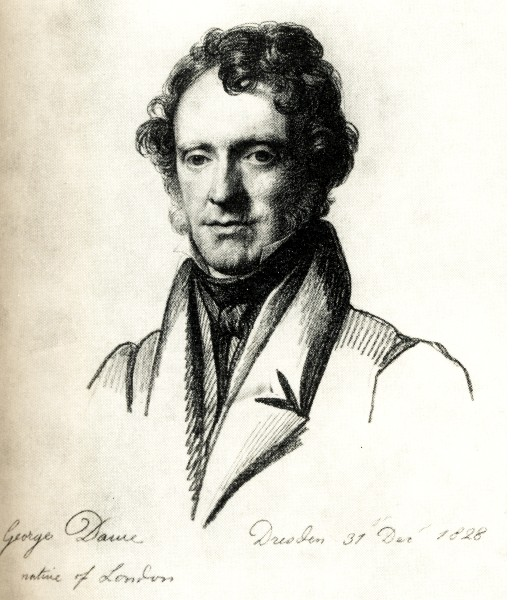
Carl Christian Vogel von Vogelstein – George Dawe (1828)

George Dawe (* 8. Februar 1781 in London; † 15. Oktober 1829 in Kentish Town) war ein englischer Maler.

## Leben
Dawe war vor allem Porträtmaler. Im Alter von 13 Jahren fertigte er Kupferstiche der Königinnen Elisabeth und Mary nach Gemälden von John Graham. Sein erstes Gemälde Achilles beim Tode des Patroklos erhielt 1803 den Preis der Royal Academy of Arts zu London; diesem folgten 1804 Noemi und ihre beiden Schwiegertöchter, 1809 eine Szene aus Cymbeline, Andromache und das Porträt der Gattin Thomas Hopes. Letzteres machte den Künstler populär.
Nachdem er drei Jahre im Gefolge von Edward Augustus, Duke of Kent and Strathearn, gereist war, porträtierte er auf dem Aachener Kongress 1818 mehrere der dort versammelten Fürsten und Staatsmänner.
Vom russischen Kaiser Alexander I. zum Hofmaler ernannt, malte er in Sankt Petersburg 329 Porträts russischer Generäle des Vaterländischen Krieges 1812 für die Militärgalerie (Военная галерея) im Winterpalast der Eremitage. Seine Porträts errangen große Popularität in Russland, und Alexander Puschkin widmete ihm lobende Verse.
Zur Wiederherstellung seiner Gesundheit kehrte er im Frühjahr 1829 nach England zurück, wo er kurz darauf starb.

## Werkauswahl

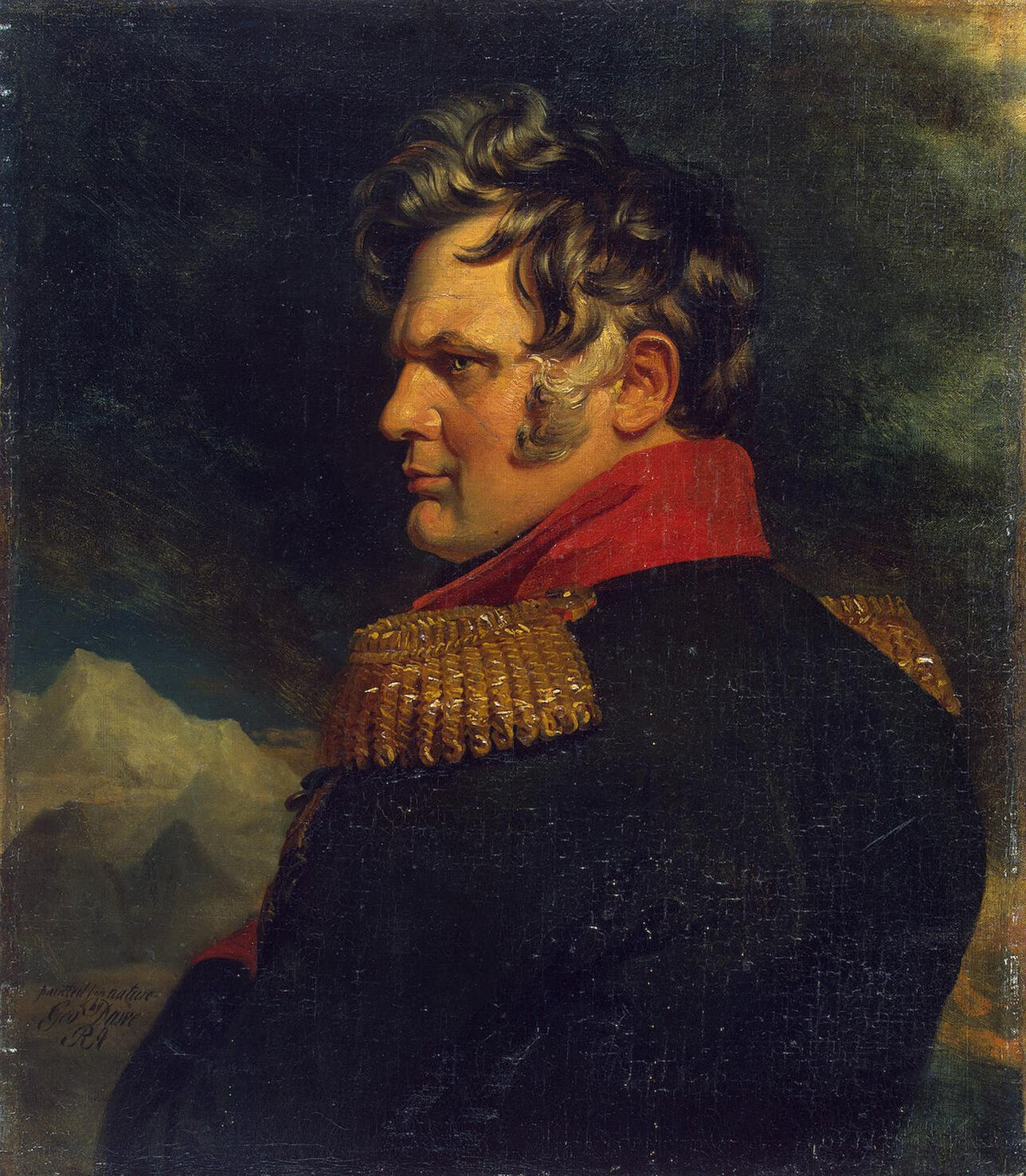
Alexei Jermolow
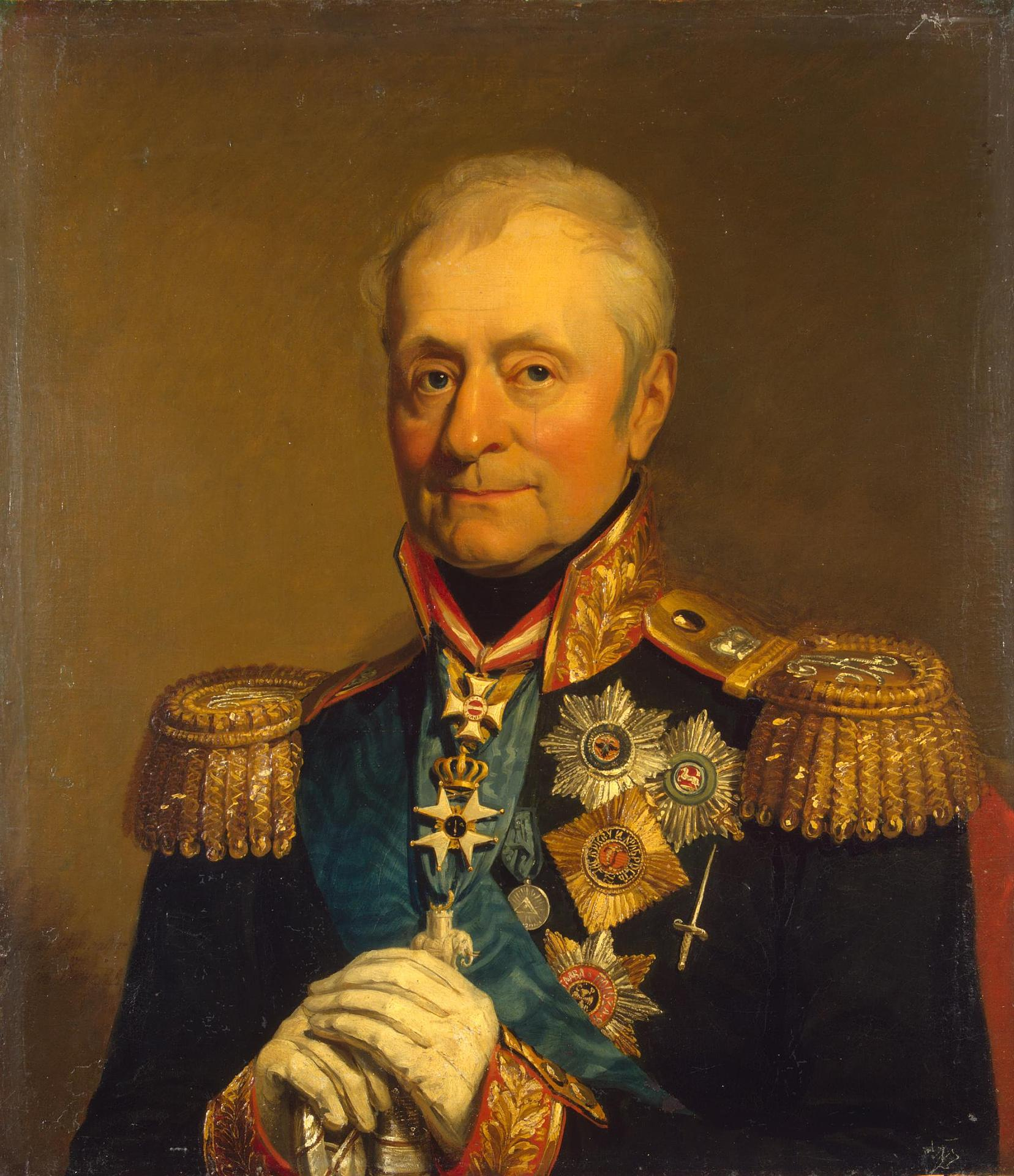
Levin August von Bennigsen
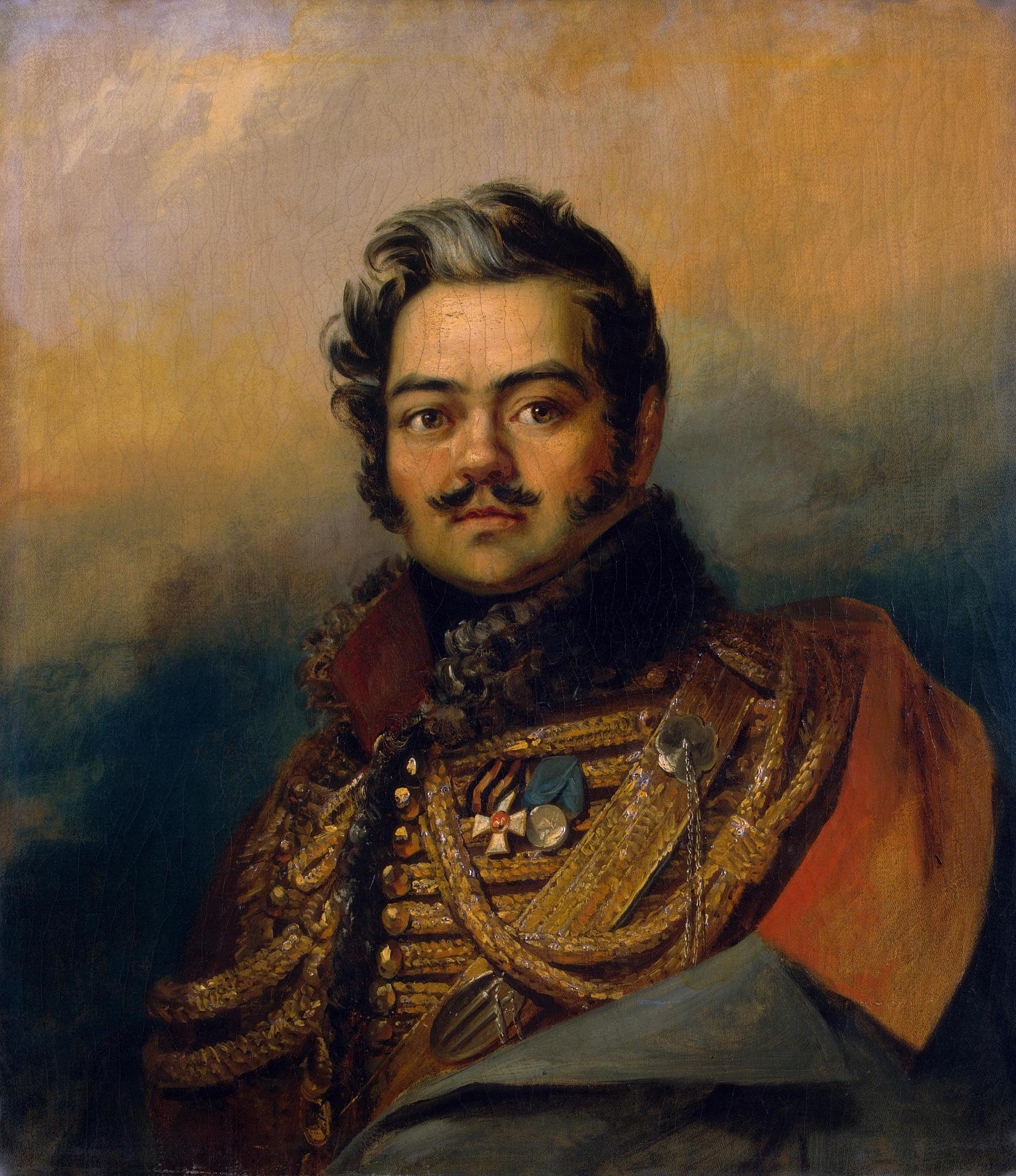
Denis Dawydow
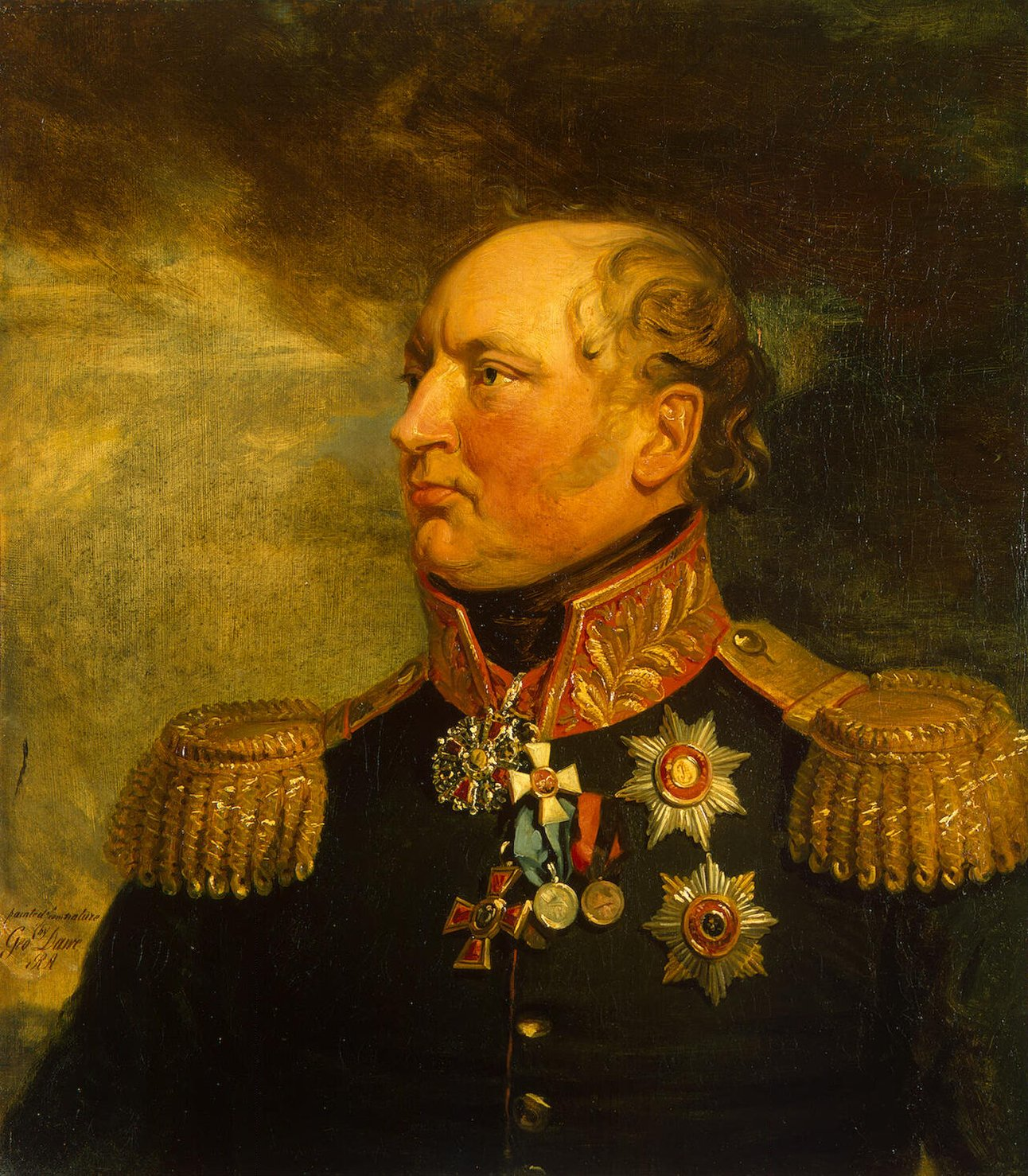
Friedrich von Löwis of Menar
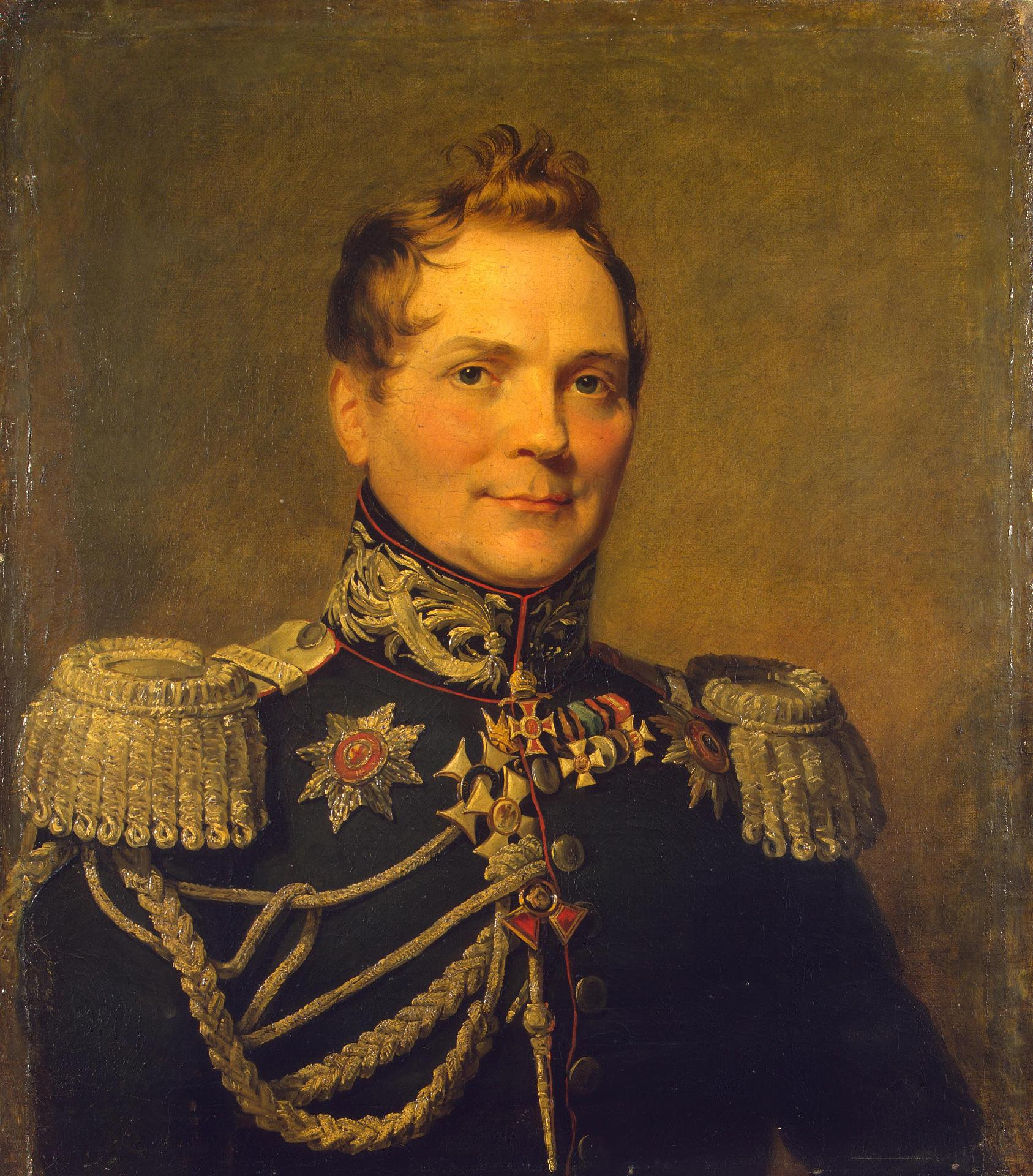
Karl Wilhelm von Toll
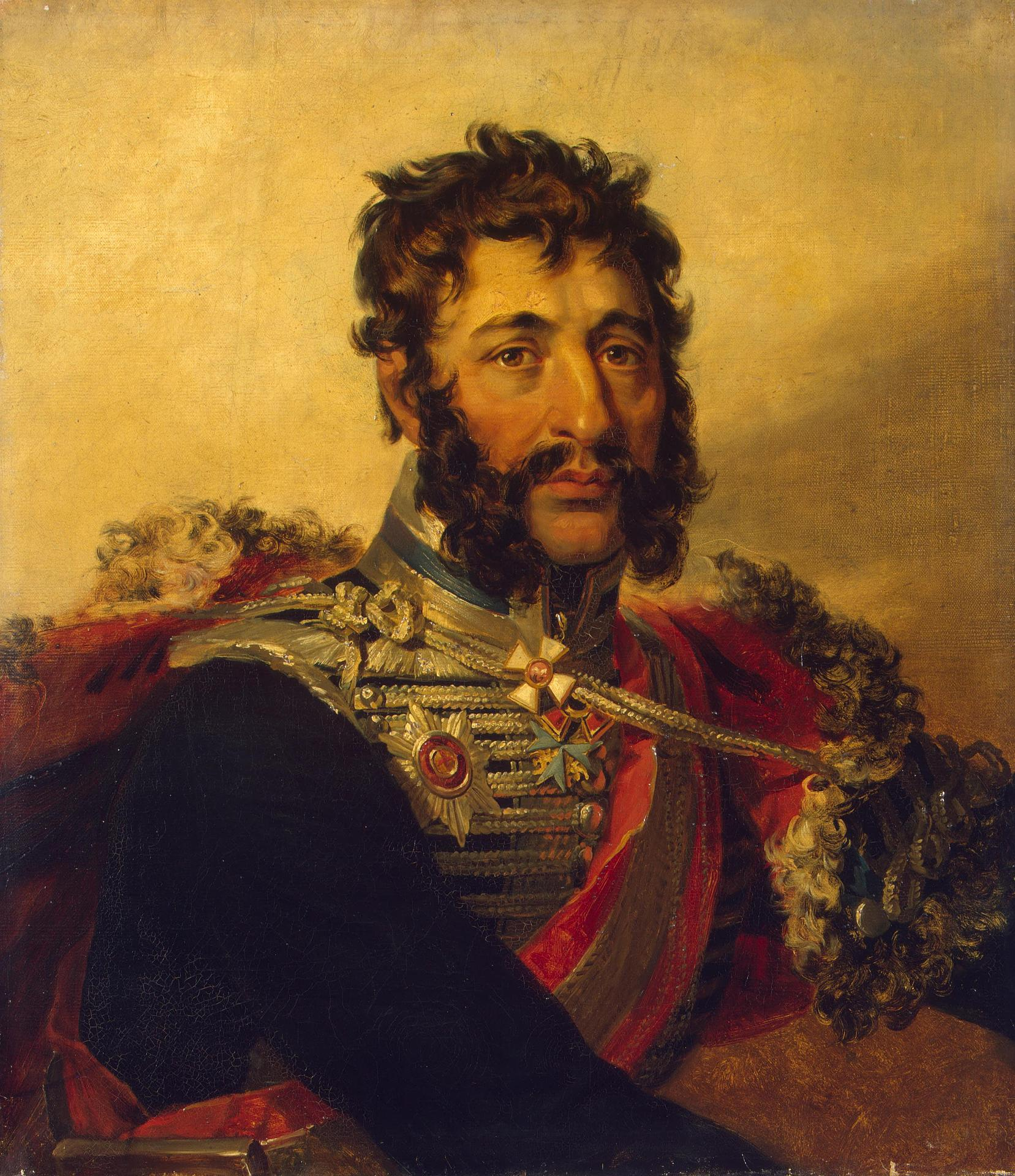
Jakow Kulnew
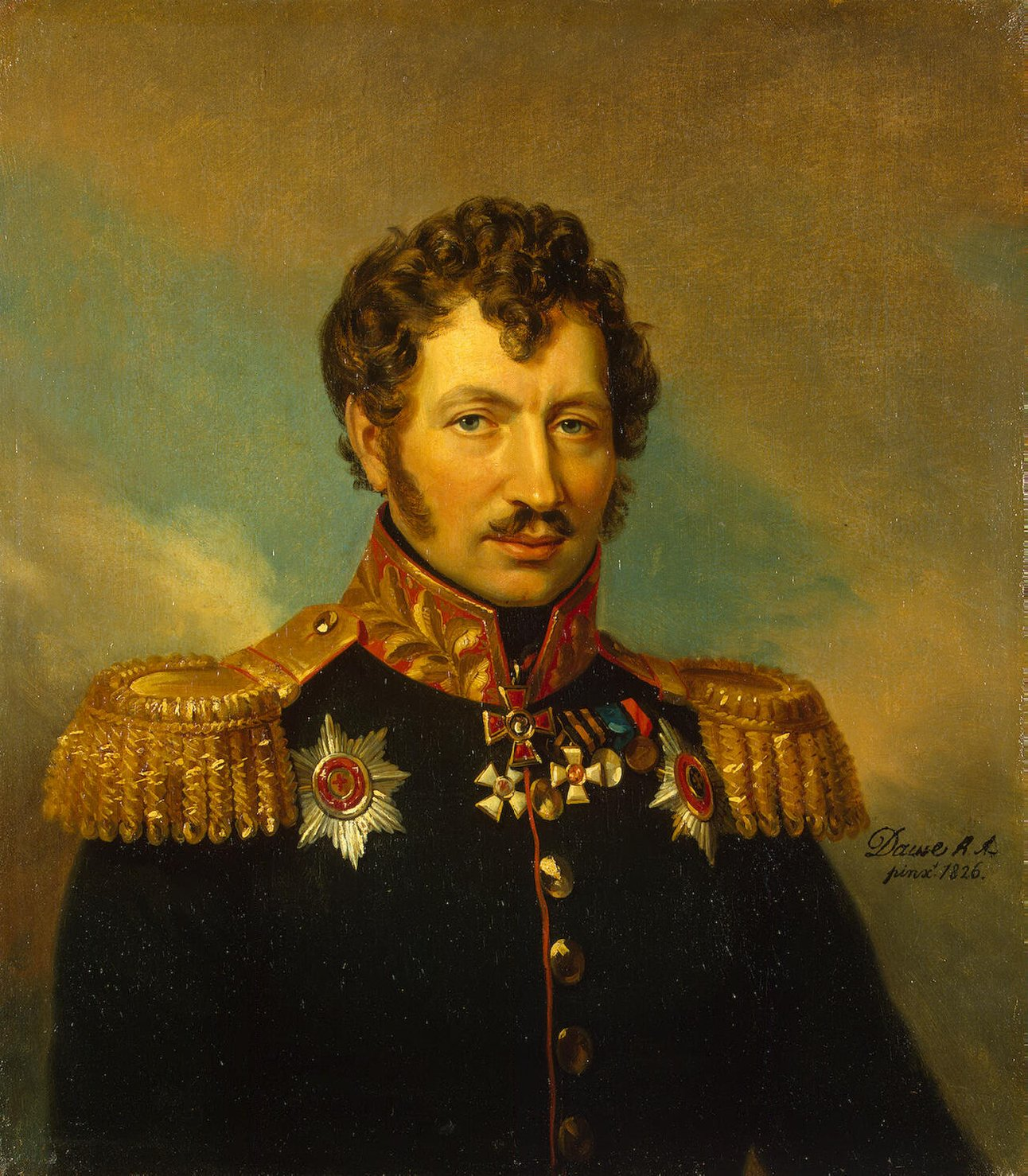
Cyprian Kreutz
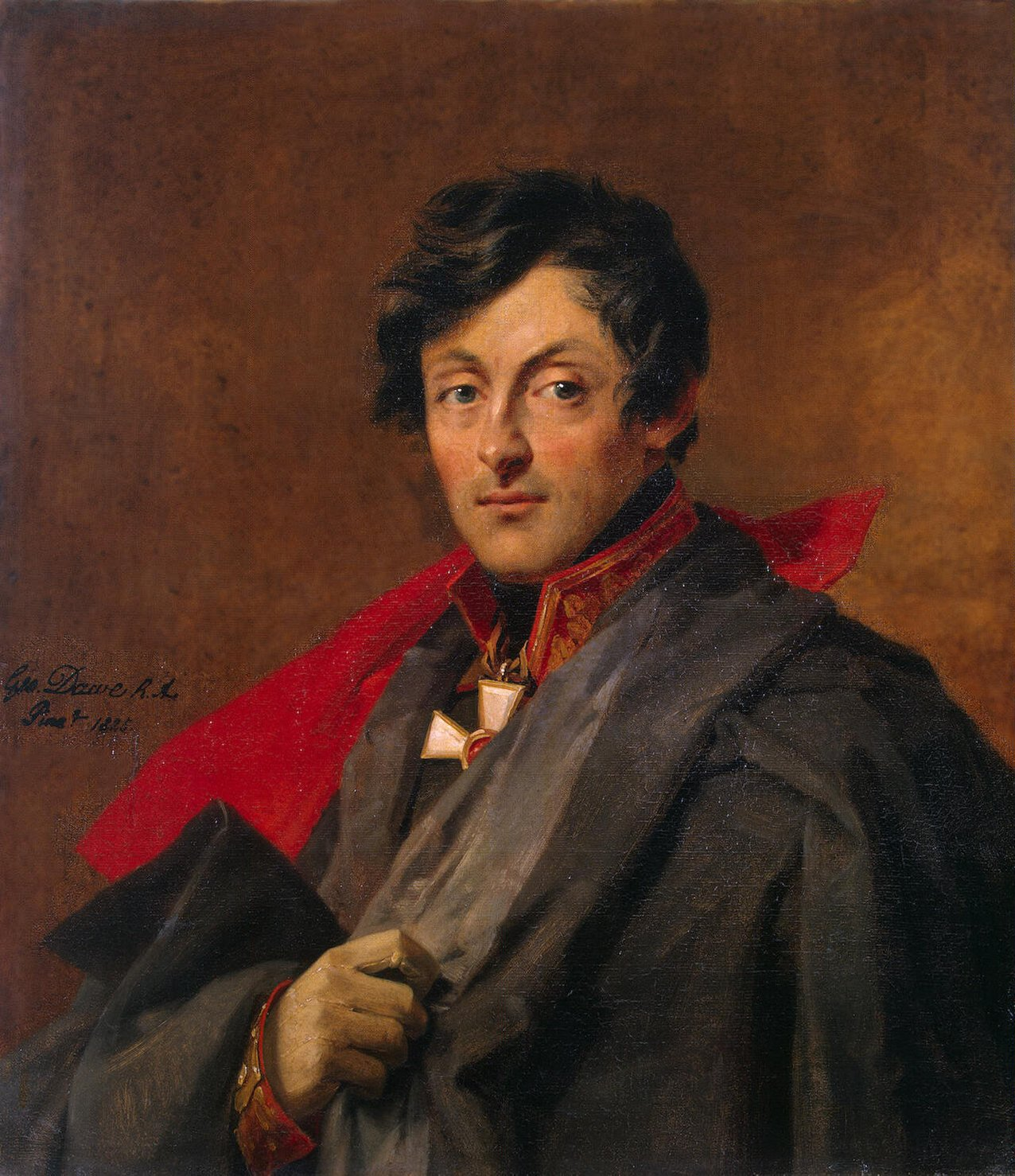
Alexander Ostermann-Tolstoi
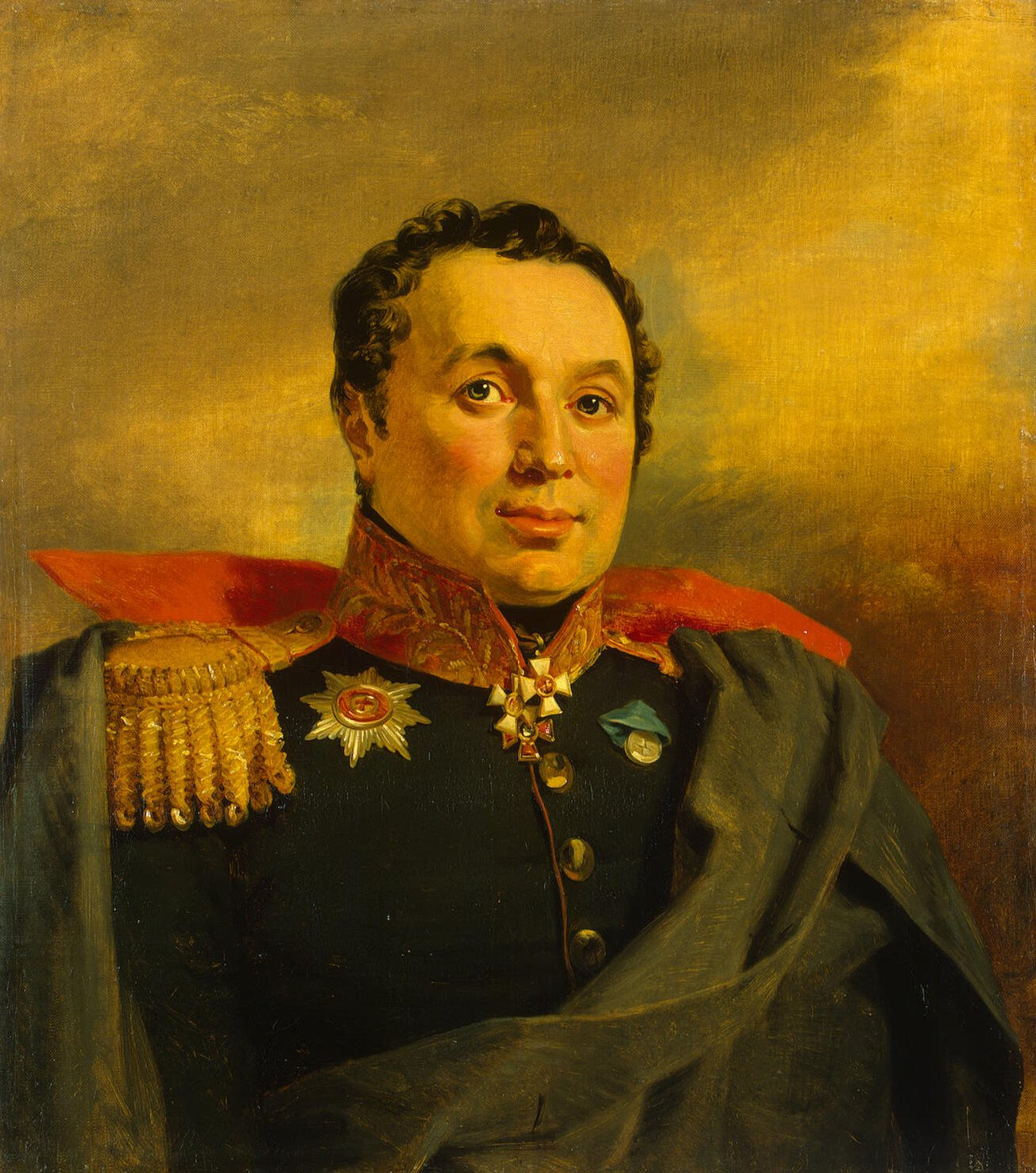
Afanassi Krassowski
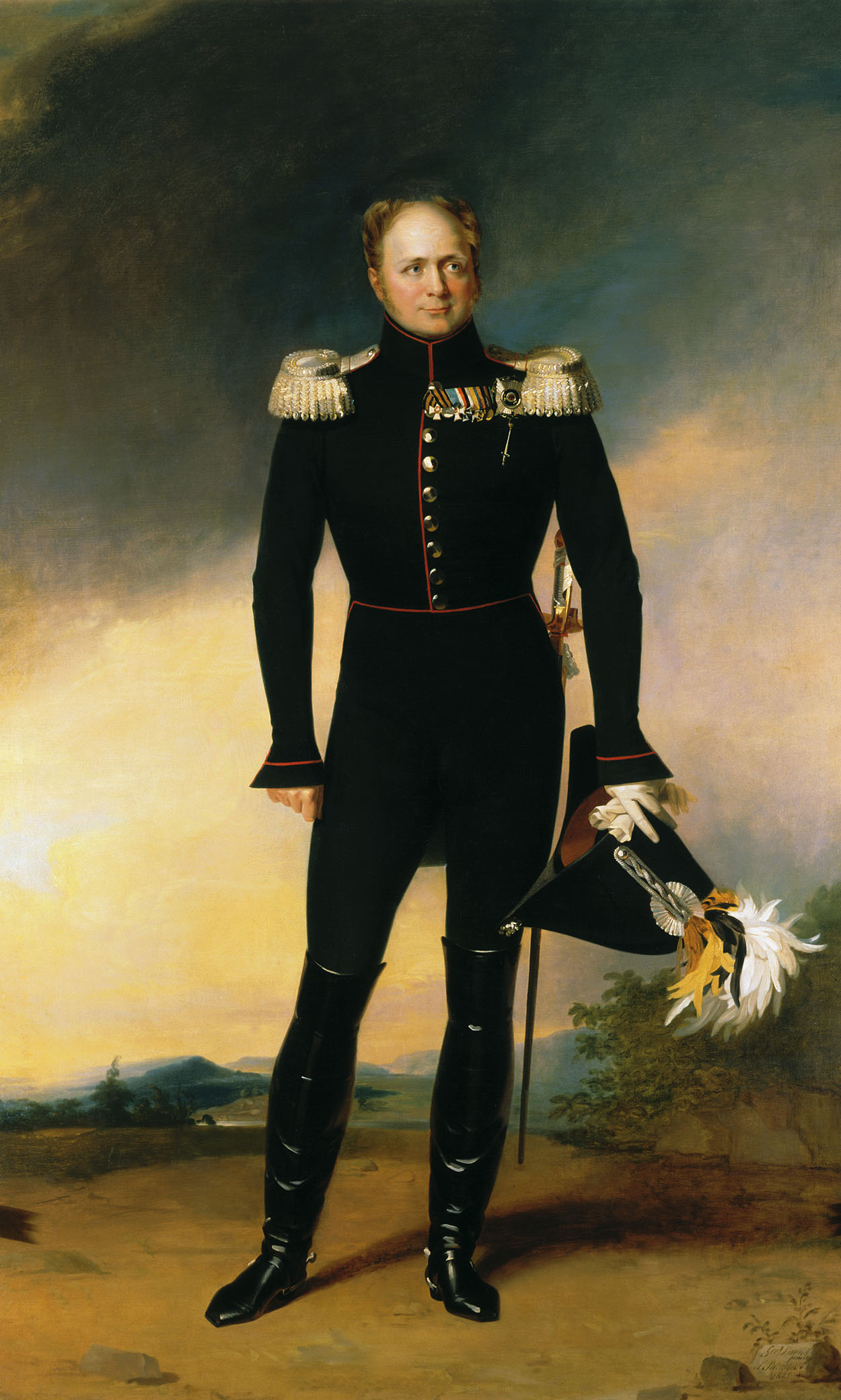
Kaiser Alexander I.
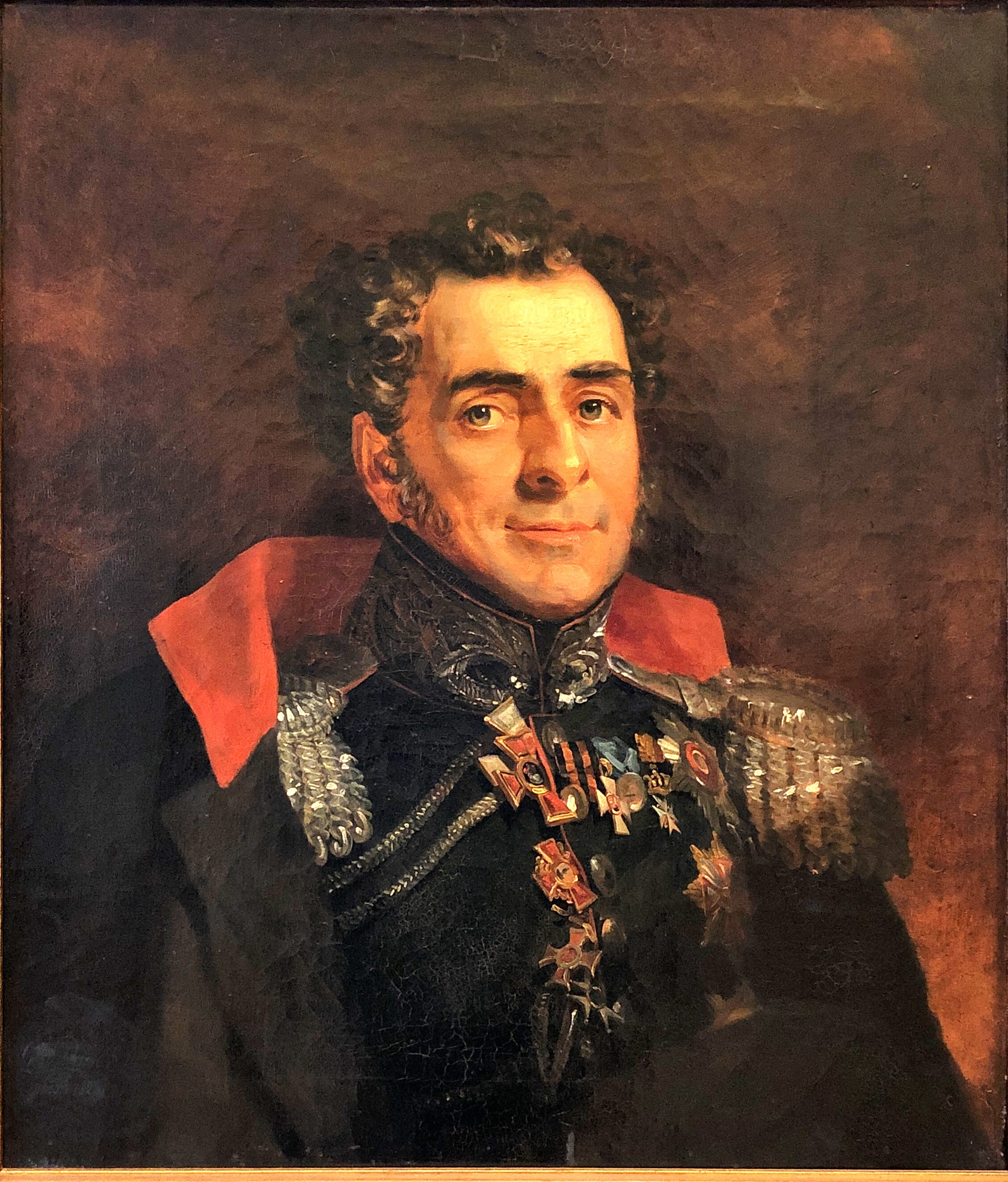
Dmitri Dmitrijewitsch Kuruta